# Картерет, Филипп
Филипп Картерет (англ. Philip Carteret; 22 января 1733 — 21 июля 1796) — британский офицер, исследователь и мореплаватель, дважды совершивший кругосветное плавание.

## Биография
Родился в Джерси.
В 1764—1766 годах участвовал в кругосветной экспедиции Королевских военно-морских сил на корабле «Дельфин» под командованием Джона Байрона. 
В 1766 году Картерет стал капитаном шлюпа «Ласточка» и вновь отправился в кругосветное плавание совместно с Самуэлем Уоллисом, командовавшим кораблём «Дельфин». Однако, корабли потеряли друг друга вскоре после прохождения через пролив Магеллана. Картерет вернулся в Англию в марте 1769 года.
5 мая 1772 года вступил в брак с Мэри Рэйчел Сильвестр (Mary Rachel Silvester), дочерью врача. У них родились пятеро детей.
В 1792 году, терпя неудачи в своих попытках получить под командование новый корабль, он перенес удар и был вынужден отойти от дел.

## Открытия
Картерету принадлежат следующие открытия:
- остров Питкэрн
- острова архипелага Туамоту
- острова: Бука, Ндаи, Килинаилау (Соломоновы острова)
- проливы между островами архипелага Бисмарка